# 约翰·奥基夫
约翰·奥基夫（英語：John O'Keefe，1939年11月18日—）是一名愛爾蘭裔美國暨英国籍神经科学家，伦敦大学学院解剖学系和认知神经科学研究所的教授。奥基夫在纽约长大，于纽约市立大学获学士学位，在麦吉尔大学获博士学位。他以发现海马体中的位置细胞而闻名，它们可以以θ相移的方式显示临时编码。

## 奖项和荣誉
2013年，奧基夫与爱德华·莫泽、迈-布里特·莫泽同获霍维茨奖；2014年，三人又因「发现构成大脑定位系统的细胞」共同获得諾貝爾生理學或醫學獎。